# Emirati Arabi Uniti ai Giochi della XXV Olimpiade
Gli Emirati Arabi Uniti parteciparono ai Giochi della XXV Olimpiade, svoltisi a Barcellona, Spagna, dal 25 luglio al 9 agosto 1992, con una delegazione di 13 atleti impegnati in tre discipline.